# Senusret II
Khakeperre Senusret II là vị pharaon thứ tư thuộc Vương triều thứ Mười hai của Ai Cập. Ông cai trị từ năm 1897 TCN đến năm 1878 TCN. Kim tự tháp của ông đã được xây dựng tại El-Lahun. Senusret II đã có mối quan tâm lớn đối với khu vực ốc đảo Faiyum và ông đã bắt đầu cho xây dựng một hệ thống tưới tiêu rộng lớn kéo dài từ Bahr Yussef tới hồ Moeris thông qua việc xây dựng một tuyến đê tại El-Lahun và bổ sung thêm một mạng lưới các kênh rạch thoát nước. Mục đích dự án này của ông là nhằm tăng số lượng đất canh tác trong khu vực đó. Tầm quan trọng của dự án này được nhấn mạnh bởi việc Senusret II ra lệnh di chuyển nghĩa địa hoàng gia từ Dahshur tới El-Lahun, tai đây ông đã cho xây dựng kim tự tháp của mình. Địa điểm này sẽ vẫn là kinh đô chính trị cho các vương triều thứ 12 và thứ 13 của Ai Cập. Nhà vua cũng đã cho thành lập khu phố dành cho công nhân đầu tiên được biết đến ở thị trấn Senusrethotep (Kahun) gần đó.
Không giống như những vị vua trước đó, Senusret II đã duy trì mối quan hệ tốt với các nomarchs khác nhau hoặc các tỉnh trưởng của Ai Cập, họ đã gần như giàu có như các pharaon. Năm thứ sáu của ông đã được chứng thực bởi một bức tranh tường từ ngôi mộ của một nomarch địa phương có tên là Khnumhotep II tại Beni Hasan.

## Độ dài vương triều
Trong số những vị vua thuộc vương triều này, độ dài vương triều của Senusret II gây tranh cãi nhất giữa các học giả. Cuộn giấy Turin cho biết về một vị vua vô danh của vương triều cai trị 19 năm, (mà thường được cho là Senusret II), nhưng niên đại dài nhất được biết của Senusret II hiện chỉ một năm 8 trên một tấm bia làm từ đá sa thạch đỏ được tìm thấy vào tháng 6 năm 1932 tại một mỏ đá bỏ hoang ở Toshka. Một số học giả thiên về việc cho rằng vương triều của ông chỉ kéo dài 10 năm và kiến nghi rằng vương triều 19 năm là thuộc về Senusret III. Tuy nhiên, những nhà Ai Cập học khác chẳng hạn như Jürgen von Beckerath và Frank Yurco, đã duy trì quan điểm truyền thống về vương triều trị vì kéo dài 19 năm của Senusret II thông qya việc chỉ ra mức độ các hoạt động được nhà vua thực hiện dưới vương triều của ông. Yurco lưu ý rằng việc giới hạn vương triều của Senusret II chỉ có 6 hoặc 10 năm đặt ra những khó khăn lớn vị vì vua này:
.
| “ | ... Để xây dựng xong hoàn toàn một kim tự tháp tại Kahun, với một ngôi đền an táng bằng đá granit nguyên khối và phức hợp các tòa nhà. Dự án như thế này cần ít nhất từ 15-20 năm để hoàn thành, ngay cả với lõi gạch bùn sử dụng trong các kim tự tháp thời Trung Vương quốc. | ” |

"

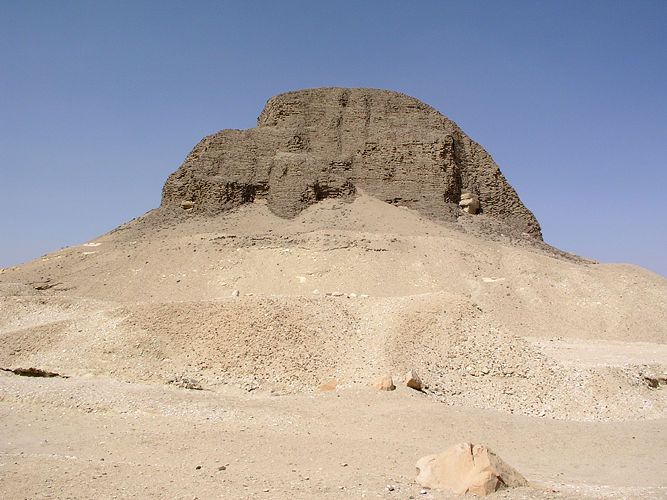
kim tự tháp Senusret II ở El-Lahun

Hiện nay, vấn đề liên quan đến chiều dài vương triều của Senusret II vẫn chưa được giải quyết nhưng nhiều nhà Ai Cập học ngày nay thiên về việc quy cho ông một vương triều kéo dài 9 hay 10 năm chỉ vì thiếu vắng các niên đại xa hơn chứng thực cho ông ngoài năm trị vì thứ 8. Điều này đòi hỏi việc sửa đổi con số 19 năm mà cuộn giấy Turin đặt cho một vị vua Vương triều thứ 12 ở vị trí của ông thành 9 năm. Tuy nhiên, con số hàng tháng Senusret II cai trị có thể được xác định chắc chắn. Theo Jürgen von Beckerath, các ghi chép đền thờ của El-Lahun, thành phố kim tự tháp của Sesostris / Senusret II thường đề cập đến lễ hội "Đưa tiễn tới thiên đàng" mà có thể là thời điểm vị vua này qua đời. Những ghi chép này cho thấy rằng lễ hội này diễn ra vào IV Peret ngày 14  Bởi vì Senusret II đã đồng trị vì với vua cha Amenemhet II trong 3 năm  và thể chế đồng trị vì thời Trung Vương quốc bắt đầu vào ngày đầu năm mới, I Akhet ngày 1, cho nên phần tháng của Senusret II sẽ là 7 tháng và 13 ngày; do đó ông được coi là đã cai trị Ai Cập trong 9 hay 19 năm, 7 tháng 13 ngày.

## Kế vị
Senusret II có thể đã không cùng đồng trị vì với con trai mình, Senusret III, điều này không giống như hầu hết các vị vua Trung Vương Quốc khác. Một số học giả lại cho rằng ông đã thực hiện điều này, lưu ý đến một đồ trang sức hình bọ hung với tên của cả vua ghi trên đó, một dòng chữ hiến dâng ca tụng sự trở lại của các nghi lễ bắt đầu bởi Senusret II và III, và một cuộn giấy cói được nghĩ là đề cập đến năm thứ 19 của Senusret II và năm đầu của Senusret III. Tuy nhiên, không có bất cứ chứng cứ nào từ ba vật trên nhắc đến sự đồng trị vì. Hiện nay, không còn ghi chép nào từ vương triều Senusret II được phát hiện ở Lahun, kinh đô mới của nhà vua.

## Kho báu lăng mộ

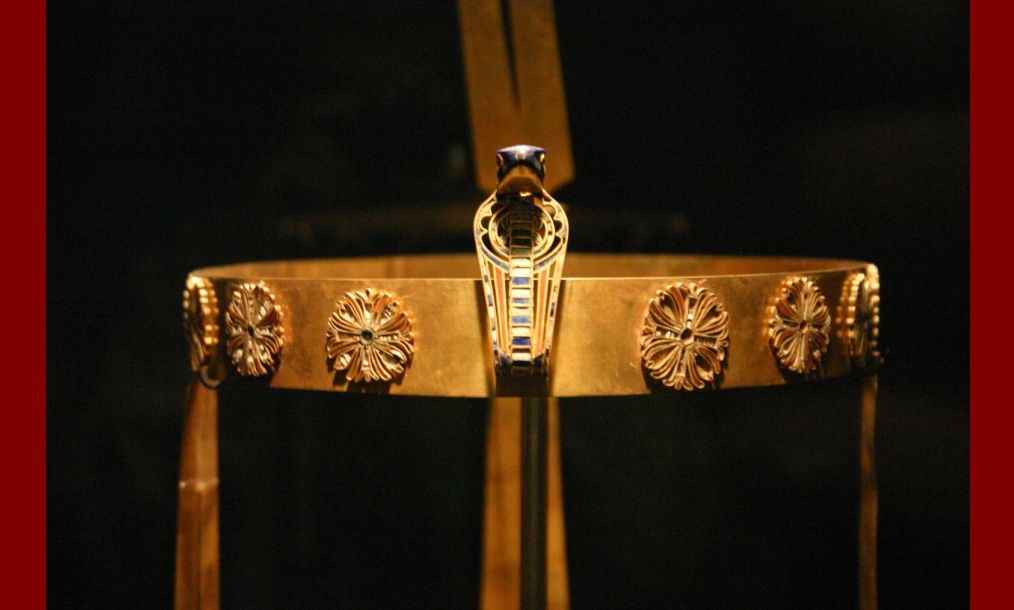
Vương miện của công chúa Sithathoriunet.

Năm 1889, nhà Ai Cập học người Anh Flinders Petrie tìm thấy " một uraeus hoàng gia dát vàng tuyệt với" mà ban đầu là một phần trong đồ tùy táng của Senusret II bị cướp phá khỏi phòng an táng ngập nước trong kim tự tháp của nhà vua. Ngày nay nó nằm ở Bảo tàng Cairo. Ngôi mộ của công chúa Sithathoriunet, con gái của Senusret II, cũng được phát hiện bởi các nhà Ai Cập học tại một vị trí mai táng riêng biệt. Một số đồ trang sức từ ngôi mộ của bà bao gồm một cặp tấm che ngực và một vương miện đã được tìm thấy ở đó. Chúng hiện đang được trưng bày tại Bảo tàng Metropolitan ở New York hoặc Bảo tàng Cairo ở Ai Cập.